# Lo sgarbo
Lo sgarbo è un film del 1975, diretto da Marino Girolami.

## Trama
Il giovane mafioso Salvatore viene rimandato in Sicilia, dopo aver vissuto a lungo in America, proprio a causa di problemi sorti nel suoi rapporti con "Cosa Nostra". Viene affidato a Don Mimì, il boss della mafia a Palermo, costretto a vivere sulla carrozzella, il quale vive con la giovane e bella amante, Marina, un'orfana inizialmente accolta dal boss come una figlia. Ma Salvatore incorrerà nello sgarbo di mettere gli occhi addosso su Marina, innamorandosene profondamente e venendone ricambiato. Questo non può che suscitare le ire di Don Mimì, il quale sguinzaglia i suoi uomini sulle tracce dell'astuto Salvatore, che riesce a riparare a Londra, ove assume il monopolio del racket della prostituzione, orchestrando alcuni scandali lucrosi in danno di personaggi eminenti, da lui ricattati. Ma la spietata vendetta, nei confronti suoi e di Marina che lo ha raggiunto a Londra, non tarda ad arrivare.